# Bendjé
 (février 2018).
Si vous disposez d'ouvrages ou d'articles de référence ou si vous connaissez des sites web de qualité traitant du thème abordé ici, merci de compléter l'article en donnant les références utiles à sa vérifiabilité et en les liant à la section « Notes et références ».

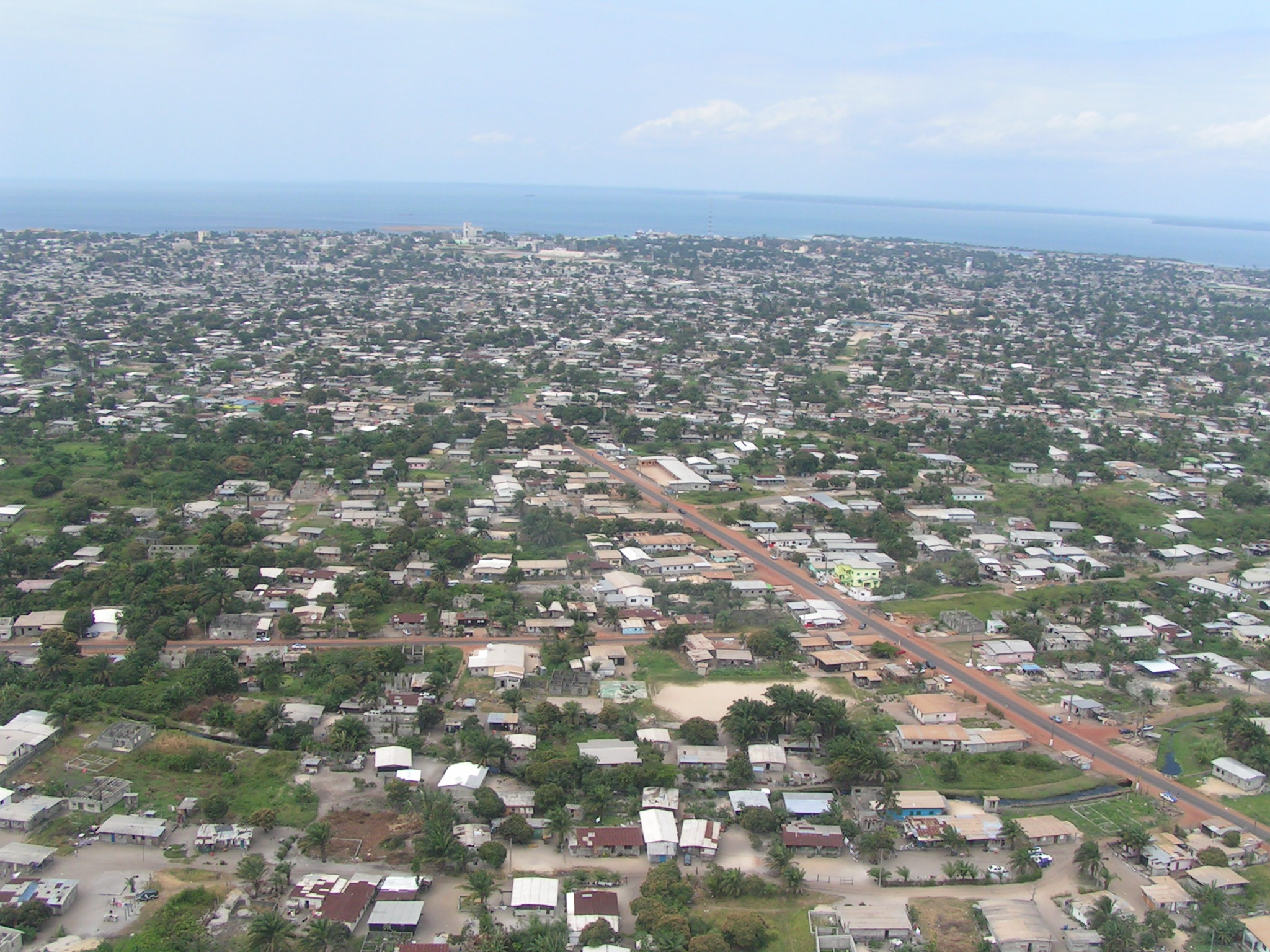
Port-Gentil

La Bendjé est un des trois départements de la province de l’Ogooué-Maritime au Gabon. Sa préfecture est la ville de Port-Gentil. Sa population est estimée à 140 747 habitants en 2013 ce qui en fait le deuxième département le plus peuplé après Libreville. La densité est d’environ 20 hab./km2. 
Le département n’est pas connecté au reste du pays par la route. Les échanges avec la capitale Libreville se font essentiellement par la mer. Une route reliant Port-gentil à Omboué est en projet. 
L’industrie pétrolière constitue la principale activité économique du département.